# Бой Феттермана

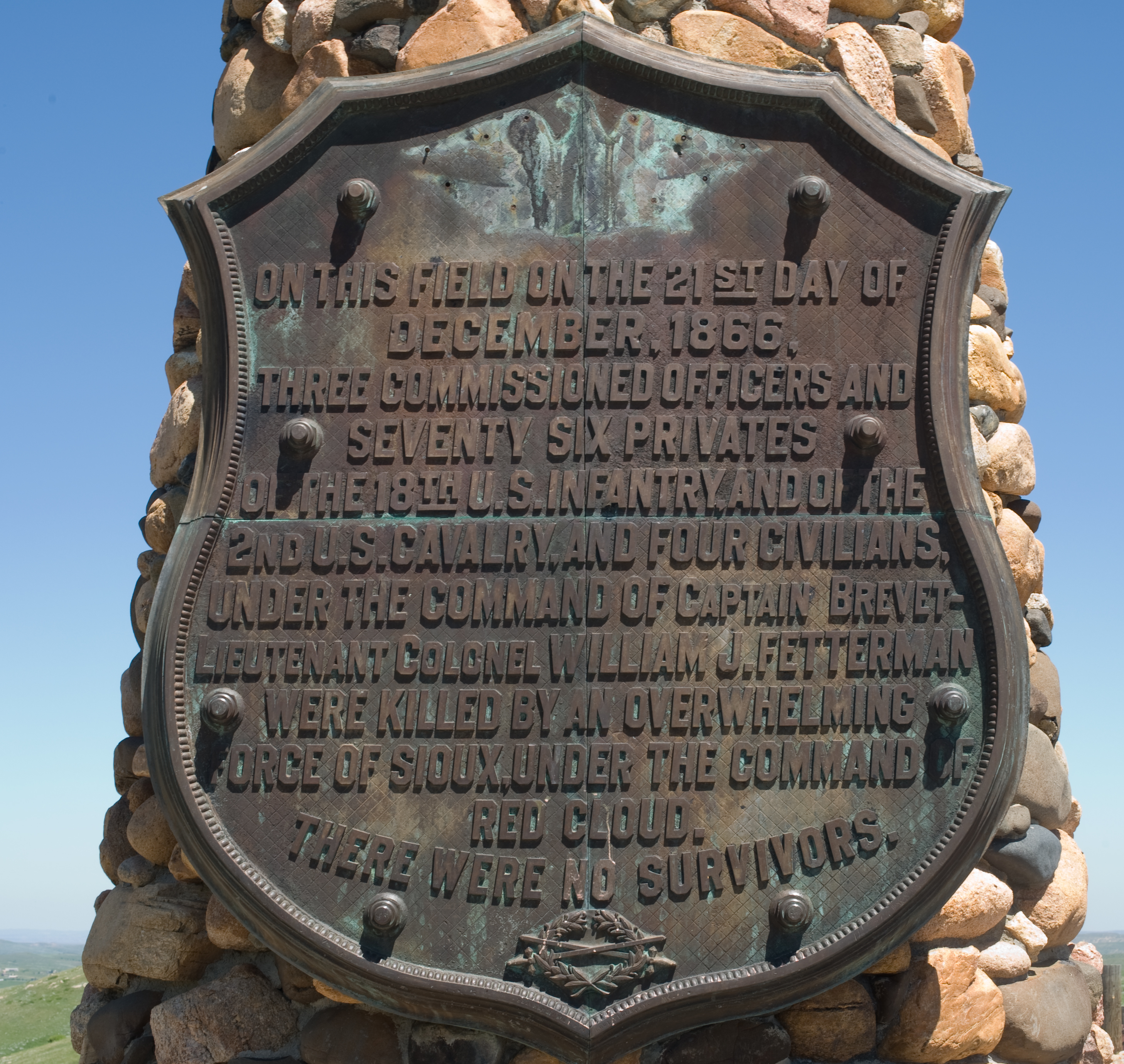
Монумент на месте боя

Бой Феттермана (англ. Fetterman Fight) — сражение между индейскими племенами и отрядом армии США, произошедшее 21 декабря 1866 года к северу от форта Фил-Кирни на территории современного штата Вайоминг. В ходе сражения индейцы, имевшие многократное превосходство в численности воинов, заманили отряд капитана Феттермана и уничтожили его.

## Предыстория
Несмотря на достигнутые соглашения между индейскими племенами и правительством США в 1865 году, согласно которым район реки Паудер оставался за индейцами, всё больше белых людей появлялось на индейских землях. Золотоискатели, шахтёры, охотники заполонили земли индейцев, они распугивали дичь, вырубали лес.
Несмотря на недовольство индейцев, американские власти начали возводить военные форты. Летом 1865 года правительство США снарядило против враждебных индейцев карательную экспедицию под руководством генерал-майора Патрика Коннора. Кампания закончилась полным провалом, её единственным успехом был захват лагеря северных арапахо.
Весной 1866 года американские власти направили в район реки Паудер специальную мирную комиссию. Переговоры потерпели неудачу, большая часть индейских вождей во главе с Красным Облаком, вождём оглала, покинула совет. Индейцы начали готовиться к войне.

## Бой

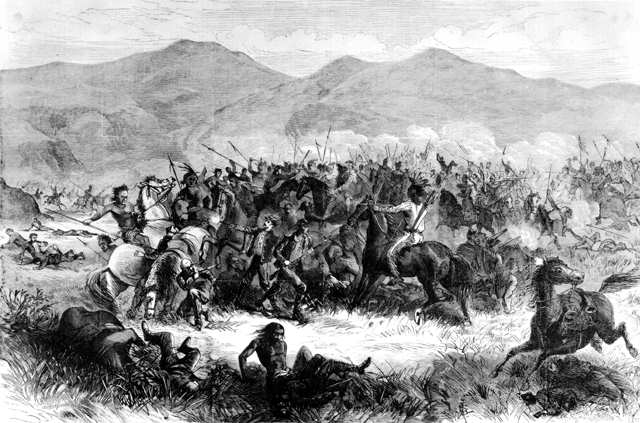
Резня Феттермана

21 декабря 1866 года около двух тысяч индейских воинов подошли к форту Фил-Кирни. Они остановились у Лодж-Трейл-Ридж, небольшого горного хребта в трёх милях от форта. 10 молодых воинов, по два от каждого из присутствующих племён, отправились выманить солдат из укрепления. Они атаковали форт и убили одного солдата. В это время другой индейский отряд напал на военных, сопровождавших обоз с дровами.
Капитан Уильям Феттерман, во главе отряда из 80 человек, был послан отогнать индейцев от форта Фил-Кирни и защитить лесорубов. Прежде чем  Феттерман отправился в путь, командир гарнизона полковник Генри Каррингтон предупредил его, что он должен только лишь отконвоировать караван в форт. Проигнорировав приказ, Феттерман погнался за небольшим конным отрядом индейцев и попал в ловушку, был окружён огромным количеством индейцев. Когда индейские воины неожиданно появились из укрытия, конные солдаты отступили к гребню, а пехотинцы заняли позиции на середине склона среди небольших скал. Они сражались, пока большая их часть не погибла, а оставшиеся в живых бежали на соединение с конными солдатами, отходившими к форту, но были окружены. После кровопролитной схватки все уцелевшие солдаты были убиты.
Приблизительно через час после начала сражения, к Лодж-Трейл-Ридж прибыло подкрепление во главе с капитаном Теном Эйком. Капитан не стал приближаться к индейцам и они постепенно покинули поле боя. Тен Эйк обнаружил тела капитана Феттермана и других солдат и офицеров. Вся команда Уильяма Феттермана — 81 человек — была полностью уничтожена.

## Последствия
Гибель команды Феттермана стала настоящим ударом для американских властей. Впервые был полностью уничтожен такой большой отряд солдат. Военные форты в районе реки Паудер получили подкрепления, война с индейцами продолжилась.
Бой Феттермана был самым большим поражением армии США в индейских войнах на Великих Равнинах до битвы у Литл-Бигхорне, которая произошла спустя 11 лет.